# Cuisine shanghaienne

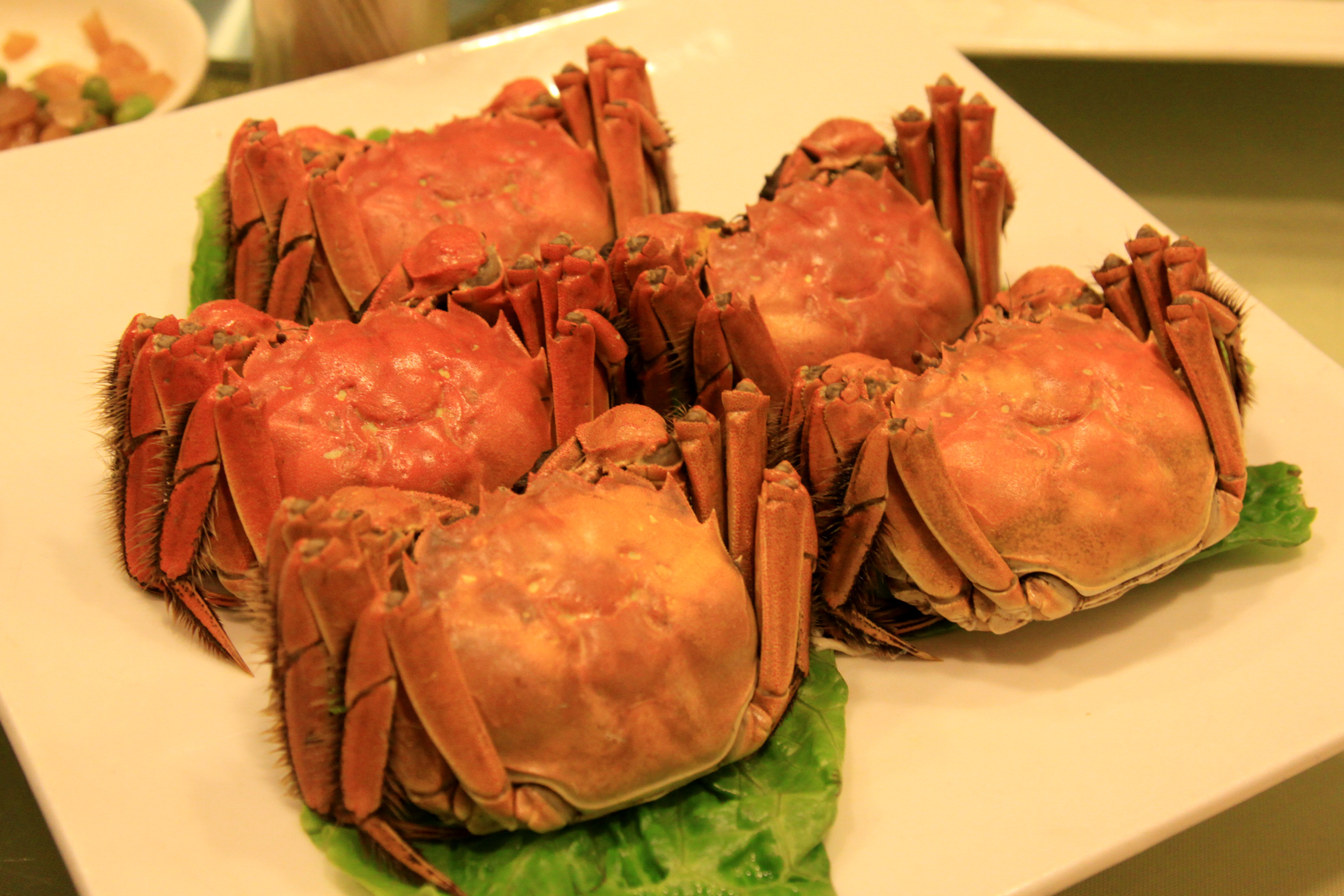
Crabe poilu de Shanghai.

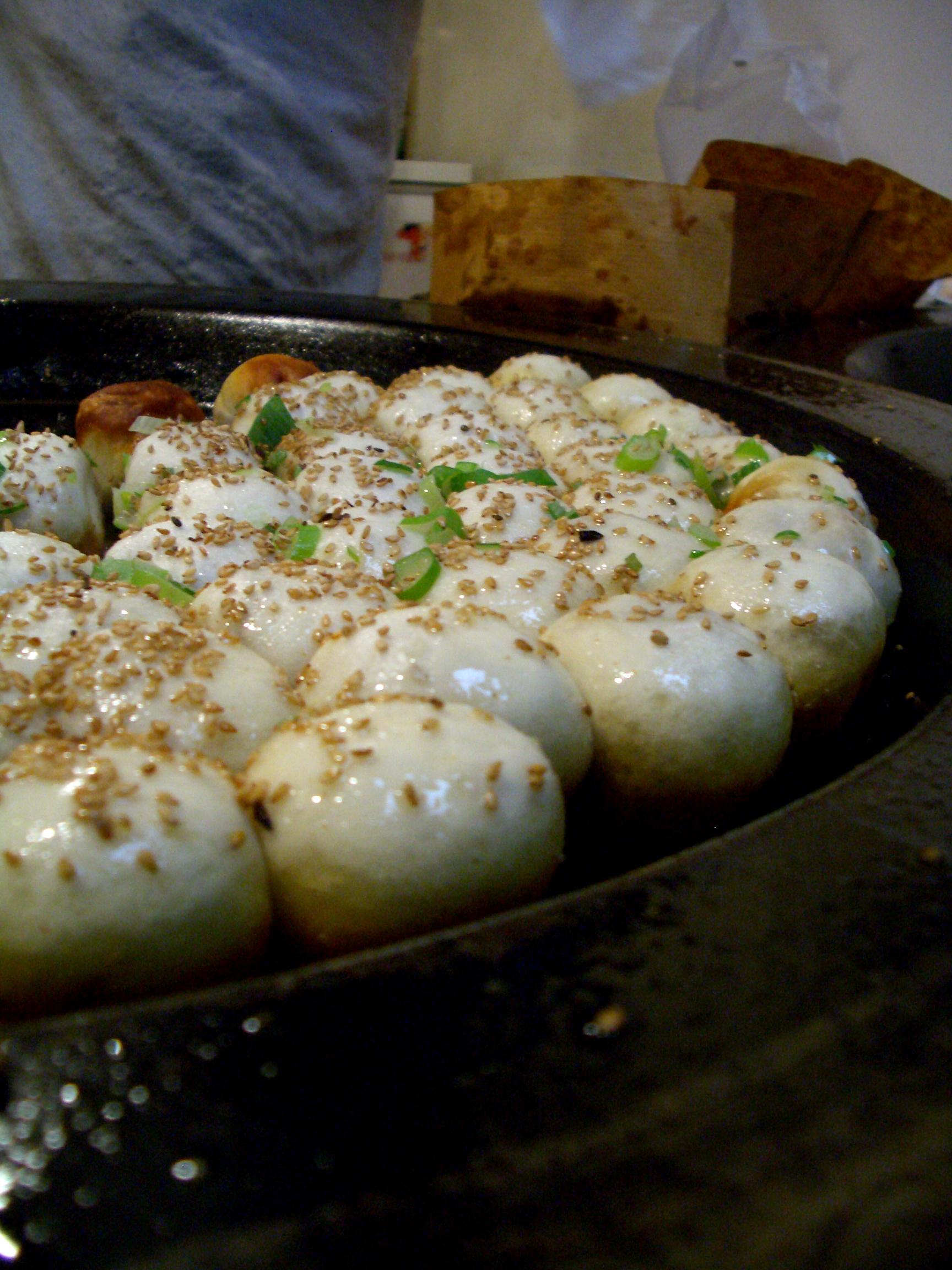
Pains farcis à la pâte dure remplie de porc.

La cuisine de Shanghai (chinois : 上海菜 ; pinyin : shànghǎi cài), appelée localement (本帮菜, běnbāng cài, en pinyin shanghaïen : benbangce, API : pə̄npɑ̃̋tsʼᴇ᷆), correspond à un raffinement des cuisines des régions avoisinantes : les régions côtières, Jiangsu et Zhejiang, et la région des grandes rivières, Anhui. Ces trois régions font partie des huit grandes cuisines régionales de la Chine, qui sont souvent regroupées en quatre régions géographiques dont le sud-est, avec Shanghai comme ville principale. Cette cuisine se caractérise par son emploi particulier de l’alcool et du sucre dans la préparation des mets. Les poissons, l’anguille, le crabe ou le poulet sont marinés (« soûlés ») dans l’alcool puis rapidement cuits ou servis crus. Les salaisons et les légumes en conserve sont souvent utilisés pour donner du goût au plat.
Le sucre est utilisé à quantité égale avec la sauce de soja, sans que sa présence ne se fasse nécessairement remarquer par un « goût sucré » ; le goût est plutôt rehaussé et plus savoureux. Les non-initiés ont des difficultés à identifier l’ingrédient « secret ». Le plat le plus connu de ce type est les « travers de porc en sauce aigre-douce » (糖醋排骨, táng cù pái gǔ).
« Braiser en rouge » (紅燒, hóng shāo) est un style populaire associé à Shanghai pour cuire à feu doux des viandes et des légumes. Le nom vient de la couleur des mets et de la sauce obtenue typiquement par l’utilisation de la sauce soja foncée ou du sucre caramélisé.
Des plats typiques sont le « pigeon braisé de Huangshan » (黄山炖鸽子, huángshān dùn gēzi) de la région d’Anhui, le « porc en forme de tête de lion » (狮子頭, shīzi tóu) de la région de Jiangsu, le « poulet du mendiant » (叫化鸡, jiào huà jī), un plat légendaire d’origine du Zhejiang, où un poulet est enveloppé dans des feuilles de lotus et cuit au four dans un pain d’argile, et le « gâteau de Nouvel An » (年糕, nián gāo) fait de riz gluant.
La ville fait face à la mer de Chine orientale, située parmi les rivières, lacs et canaux de l’estuaire du fleuve Yangtze. Les citadins de Shanghai favorisent autant les fruits de mer que les poissons d’eau douce. Le crabe poilu de Shanghai (上海毛蟹, shànghǎi máoxiè) est une spécialité célèbre et délicate, prisée pour les qualités aphrodisiaques des ovaires du crabe femelle.
Les citadins de Shanghai aiment les petites portions, ce qui amuse beaucoup les autres Chinois. Par exemple, les bouchées à la vapeur (小笼包, xiǎolóng bāo) sont nettement plus petites que les petits pains farcis (包子, bāozi), consommés dans le nord-est de la Chine et originaires du Shandong.

## Autres plats de Shanghai
- Au petit déjeuner, un youtiao enroulé de riz gluant (糍饭团, cí fàn tuán) est parfois consommé avec du lait de soja.
- Les nouilles tirées (拉麵, lā miàn) à la technique de confection spectaculaire, proviennent originellement de Yangzhou, dans le Jiangsu.
- Les pains farcis à la pâte dure remplie de porc (生煎饅頭, shēng jiān mán tóu) : bouchées garnies cuites à la vapeur et remplies de soupe. Une technique spéciale est requise pour ne pas s’ébouillanter en les mangeant.
- Poisson entier à la vapeur (豆豉蒸魚, dòu chǐ zhēng yú).
- Crevettes aux noix (核桃虾仁, hé táo xiā rén).
- Boulettes de porc en forme de « perles » (珍珠肉丸, zhēnzhū ròuwàn).

## Galerie

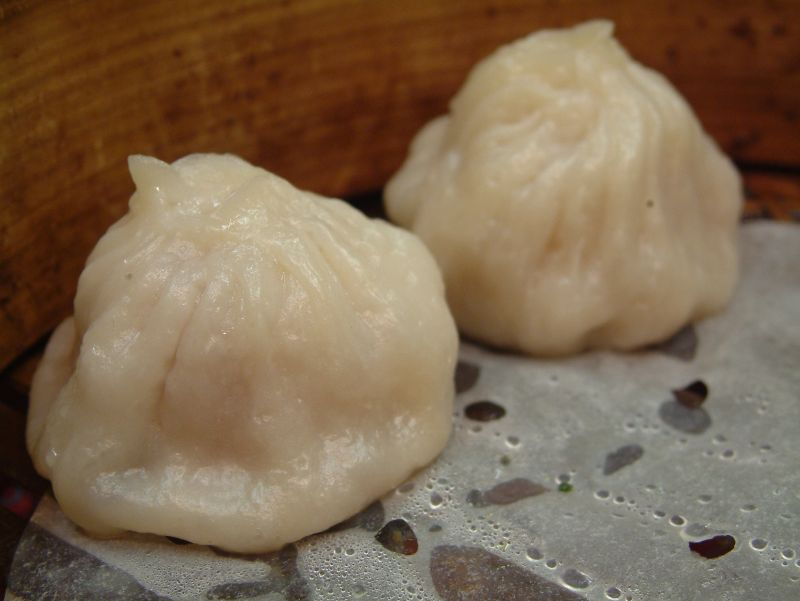
Bouchées à la vapeur (小笼包, xiǎolóng bāo).
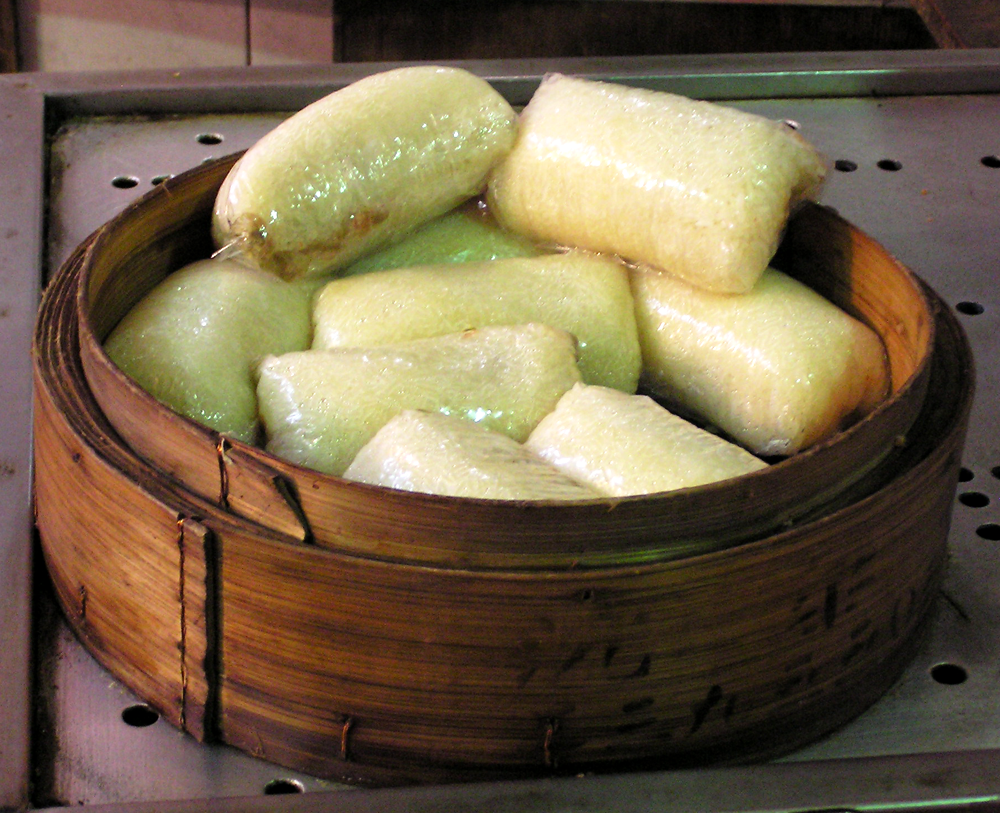
Youtiao enveloppé de riz gluant (糍饭团, cí fàn tuán).